# Mikko Husu
Mikko Husu var en finländsk längdåkare som tävlade under 1930-talet.
Husu deltog i ett internationellt mästerskap, VM 1935 i Vysoké Tatry där han körde första sträckan i det finländska stafettlag som vann guld. Individuellt blev han fyra på 50 kilometer. 